# Estación de Arsenal
Arsenal es una estación abandonada del metro de París, situado en la línea 5 entre las estaciones Bastille y Quai de la Rapée, en el IV Distrito de París.

## Historia
Fue inaugurado el 17 de diciembre de 1906 durante la extensión de la línea a la estación de Lancry, que pasó a llamarse Jacques Bonsergent en 1946.
Esta cerrado el 2 de septiembre de 1939, debido a la movilización de los empleados de la Compañía del Ferrocarril Metropolitano de París (CMP) para la Segunda Guerra Mundial.
Nunca reabierto, la RATP utiliza para la formación de departamento de mantenimiento de la electrónica (Departamento M2E).

## Acceso
El acceso a la estación está ubicada en el bulevar Bourdon, junto al acceso a la pasarela Mornay, que cruza el puerto del Arsenal.

## Cultura
Por su posición justo antes de Quai de la Rapee hacia el Camino de Finanzas, la estación de Arsenal es un elemento clave de la trama de la película La grosse caisse, con Bourvil, lanzado en 1965. La estación fue filmada con el soporte publicitario Guimard, apareciendo publicitada la empresa automovilística Simca.